# 莫斯科小剧院
俄罗斯国立模范小剧院（俄语：Государственный академический Малый театр России），简称小剧院（Малый театр），音译马利剧院，是俄国最古老的剧院之一，地点位于莫斯科剧院广场。以演出奥斯特洛夫斯基的话剧而享誉世界。

## 历史沿革
1756年，伊丽莎白·彼得罗夫娜女皇为了庆祝自己的生日，颁布命令，在圣彼得堡成立专业剧院。很快，莫斯科大学也组建了一个业余剧团，其演员主要是学生。1759年，诗人和剧作家米哈伊尔·赫拉斯科夫成为莫斯科大学剧团的领导。1780年，企业家梅多克斯在此基础上建立了彼得罗夫话剧院，地点设在彼得羅夫卡街。1805年，该剧院毁于火灾，演员们失去了表演的舞台。
1806年，莫斯科又成立了皇家剧院经理部，但没有固定的演出场所。1824年，建筑师博维将商人瓦尔金的府邸改建成剧院。1824年10月14日星期二，这里举行了首场话剧演出。10月26日，莫斯科剧团的话剧组入驻此地。为了与主要演出歌剧和芭蕾舞的“大剧院”区分开，这里被称作“小剧院”。此后，这里主要演出果戈理、契诃夫、奥斯特洛夫斯基等剧作家创作的话剧。
1919年起，该剧院称作莫斯科国立模范小剧院。自1988年以来，尤里·索洛明担任艺术总监。1991年，根据俄罗斯联邦总统令，小剧院被赋予民族遗产地位，列入国家珍贵文物名录。
2019年3月22日，位于科加林的小剧院分院正式开业。